# Eurofighter Typhoon
Eurofighter Typhoon – dwusilnikowy myśliwiec wielozadaniowy zbudowany w układzie kaczki przez konsorcjum trzech europejskich producentów lotniczych – Alenia Aeronautica, BAE Systems i EADS – współpracujących w ramach holdingu Eurofighter Jagdflugzeug GmbH założonego w 1983 roku. Projekt budowy i wyposażenia samolotu jest zarządzany przez agencję NETMA (NATO Eurofighter and Tornado Management Agency). Projekt samolotu jest podobny do opracowanych w tym samym okresie myśliwców generacji 4,5 – francuskiego Dassault Rafale i szwedzkiego Saab JAS 39 Gripen. Na etapie rozwoju nosił oznaczenie EF-2000.
Po początkowych opóźnieniach rozpoczęto produkcję Eurofightera w ramach trzech oddzielnych kontraktów (transz), z których każdy dotyczy samolotu o coraz większych zdolnościach bojowych.
W 2008 Eurofighter Typhoon znajdował się na uzbrojeniu brytyjskiego RAF-u, niemieckiej Luftwaffe, hiszpańskiej Ejército del Aire, włoskich Aeronautica Militare oraz austriackich sił powietrznych. Ponadto Arabia Saudyjska podpisała kontrakt o wartości około 6,4 mld euro na dostawę 72 maszyn tego typu.
Według raportu brytyjskiego National Audit Office z 2011 roku całkowity koszt programu badawczo-rozwojowego i produkcji floty 160 samolotów wynosił 23 mld funtów.

## Historia rozwoju
Pod koniec lat 70. XX wieku wiele państw europejskich stanęło przed koniecznością wymiany przestarzałych samolotów bojowych, znacząco odbiegających parametrami od amerykańskich F-15 i F-16 oraz najnowszych konstrukcji sowieckich, MiG-29 i Su-27. Przewidując to, na początku lat 70., rozpoczęto na zlecenie RAF-u projektowanie samolotu oznaczonego jako AST-396 (Air Staff Target 396), który po wielu zmianach ostatecznie wyewoluował do postaci wielozadaniowego Typhoona.
W tym okresie założenia dotyczące parametrów lotnych i przeznaczenia nowego samolotu wielokrotnie ulegały zmianom. Początkowo maszyna miała posiadać możliwość krótkiego startu i pionowego lądowania (STOVL) i docelowo planowano zastąpić nią wykorzystywane przez brytyjskie lotnictwo do ataków z niskiego pułapu na cele naziemne samoloty SEPECAT Jaguar i Hawker Siddeley Harrier. W międzyczasie zmieniono jej przeznaczenie, zgodnie z nowymi wymaganiami AST-403 przedstawionymi w 1972 roku, na myśliwiec przewagi powietrznej o własnościach STOVL. Ostatecznie po przedyskutowaniu projektu z również zainteresowanymi maszyną Niemcami i Francją zrezygnowano jednak z własności STOVL. Na bazie brytyjskich opracowań powstał kolejny projekt myśliwca krótkiego startu i pionowego lądowania AST-409, który ostatecznie doprowadził do skonstruowania samolotu Harrier GR.5 (później zmodernizowanego do wersji GR.7).

### Pierwsze programy badawcze
Francja, Niemcy i Wielka Brytania, realizując zweryfikowane założenia projektu, przystąpiły do badań nad ECA (Europejskim Samolotem Bojowym – European Combat Aircraft), których celem było wspólne opracowanie maszyny odpowiadającej wymaganiom sił powietrznych wszystkich trzech państw. Wielka Brytania potrzebowała wielozadaniowego samolotu, mogącego przejąć zadania wykonywane dotychczas przez myśliwskie F-4 Phantom II i myśliwsko-bombowe SEPECAT Jaguar, który wszedłby do służby w 1987 roku. Francja natomiast oczekiwała lekkiego i małego samolotu wsparcia zdolnego do lądowania na pokładzie lotniskowca. Planowano zastąpić nim Jaguary, kładąc nacisk głównie na przeznaczenie do ataków na cele naziemne, a mniej na zdolności walki powietrznej, aby nie robić konkurencji dla równolegle prowadzonego programu samolotu myśliwskiego Mirage. Planowane wejście do służby wyznaczono na 1991 rok. Niemcy z kolei, jako ostatni z członków programu, zgłosiły chęć posiadania myśliwca przewagi powietrznej z bardzo ograniczoną zdolnością ataku na cele naziemne, który mógłby w tej roli zastąpić Phantomy.
W 1979 r., z inicjatywy BAe i MBB, rozpoczęto kolejny program ECF (Europejskiego Myśliwca – European Combat Fighter – lub Wspólnie Opracowanego Europejskiego Myśliwca – European Collaborative Fighter). W celu zrównoważenia kosztów projektu, którego finansowanie wszystkie zaangażowane rządy przyjęły z ograniczonym entuzjazmem, w 1980 roku połączono siły trzech wytwórni lotniczych BAe, MBB i Dassault w ramach nowego programu ECA, do którego po raz pierwszy użyto nazwy Eurofighter. W tym samym czasie wszystkie zaangażowane strony prowadziły niezależnie prace projektowe mające na celu budowę maszyny najbardziej odpowiadającej ich własnym potrzebom. W Wielkiej Brytanii powstał projekt napędzanego jednym silnikiem lekkiego myśliwca P.106, nieco podobnego do szwedzkiego Gripena, który ewoluował do P.110 – dwusilnikowego samolotu w konfiguracji kaczki, z wlotami powietrza po bokach kadłuba. W Niemczech prowadzono projekt TFK-90 (Taktyczny Myśliwiec 1990 – Taktisches Kampfflugzeug 1990), również zbudowanego w konfiguracji kaczki, ale o wlotach powietrza pod kadłubem i ogonie z dwoma statecznikami pionowymi. Francuska wytwórnia Dassault z kolei rozpoczęła projekt ACX (Eksperymentalny Samolot Bojowy – Avion de Combat eXperimentale), który w rezultacie doprowadził do powstania myśliwca Dassault Rafale. W 1981 roku stało się jasne, że wspólny projekt skazany jest na niepowodzenie ze względu na niemożliwość sprostania wszystkim tak bardzo różnym wymaganiom, dlatego ostatecznie zdecydowano o jego zamknięciu. Jednym z wielu powodów rezygnacji z programu były dążenia Francji do przewodnictwa w jego prowadzeniu. Brakowało również porozumienia między Francją i Wielką Brytanią w sprawie jednostki napędowej nowego myśliwca. Francuska strona naciskała na wykorzystanie silników SNECMA M88, a brytyjska – Turbo-Union RB199.
Kolejnym projektem zbudowania wspólnego samolotu był program ACA (Zwrotny Samolot Bojowy – Agile Combat Aircraft) opracowany przez niemiecko-włosko-brytyjskie konsorcjum Panavia, konstruktora samolotu wielozadaniowego Panavia Tornado.

### Program EAP
Ze względu na brak możliwości finansowania projektu przez Niemcy i Włochy, brytyjskie ministerstwo obrony przekazało firmie BAe 80 mln funtów zlecając opracowanie demonstratora europejskiego myśliwca w ramach programu EAP (Program Samolotu Eksperymentalnego – Experimental Aircraft Programme). Oficjalne podpisanie kontraktu na budowę nowego samolotu miało miejsce w maju 1983 roku, a pierwszy lot zaplanowano na 1986 rok. Zaproponowany projekt maszyny opierał się na wcześniejszych doświadczeniach zdobytych przy opracowywaniu maszyn P.106, P.110 i TFK-90 i zyskał postać dolnopłata w układzie kaczki napędzanego dwoma silnikami, których wloty powietrza zlokalizowano pod kadłubem.
Początkowo wytwórnia MBB miała nadzieję na dostawę sekcji ogonowej samolotu wyposażonej w dwa stateczniki pionowe, ale ze względu na obcięcie funduszy przez stronę niemiecką wykorzystano ogonową część samolotu Tornado wraz z jednostkami napędowymi Turbo-Union RB199.
Dla celów programu podjęto badania nad szeregiem nowych technologii, poczynając od zaawansowanych materiałów kompozytowych po wysoce niestateczną aerodynamicznie konstrukcję płatowca wymagającą zastosowania systemów cyfrowego sterowania lotem. Do budowy kadłuba wykorzystano głównie włókna węglowe w połączeniu z żywicami epoksydowymi i stopy tytanu. Tak znaczne wykorzystanie tworzyw sztucznych w konstrukcji skutkowało nadaniem maszynie żartobliwego miana plastikowego samolotu.
Najważniejszym elementem programu było opracowanie bardzo nowoczesnych rozwiązań takich jak system fly-by-wire zwielokrotniony do czterech niezależnych równoległych obwodów czy system kontroli lotu FCS (Flight Control System) konieczny do pilotowania „dynamicznie niestatecznej” maszyny. W jego tworzeniu wykorzystano doświadczenia wytwórni BAe i MBB, które prowadziły wcześniej badania podobnych systemów na samolotach demonstratorach Jaguar ACT (Technologie Aktywnego Sterowania – Active Control Technologies) i Starfighter CCV (Control Configured Vehicle). Nowy wspólnie opracowany system kontroli lotu musiał umożliwić sterowanie EAP-em znacznie bardziej niestabilnym niż oba wcześniejsze samoloty doświadczalne, CCV i ACT.
Zastosowano również szklany kokpit z wielofunkcyjnymi kolorowymi wyświetlaczami kineskopowymi firmy Smiths Industries, szerokokątny wyświetlacz HUD firmy GEC-Marconi oraz system kontroli samolotu i uzbrojenia HOTAS, umożliwiający obsługę wszystkich najważniejszych funkcji maszyny bez zdejmowania rąk z drążka sterowego i przepustnicy. Zainstalowano również głosowy system ostrzegania o zagrożeniach i możliwość głosowego wprowadzania poleceń DVI (direct voice input). Piloci brali czynny udział w projektowaniu kokpitu w celu uzyskania największej jego ergonomii.
27 października tego samego roku, skonstruowany przez British Aerospace przy współudziale MBB demonstrator myśliwca, został wytoczony z hangaru BAe w Warton i rozpoczęto jego badania na ziemi. W sierpniu 1986 roku odbył się pierwszy lot maszyny pilotowanej przez głównego pilota doświadczalnego wytwórni Dave’a Eaglesa. Podczas tego lotu myśliwiec przekroczył prędkość dźwięku (1,1 Ma) i z powodzeniem wykonał zaplanowane manewry na dużym pułapie.
Maszyna ta była testowana przez blisko pięć lat, do 1 maja 1991 roku, gdy odbył się jej ostatni lot. W ramach programu rozwojowego prototyp wykonał łącznie 259 lotów testowych o całkowitej długości 195 godzin i 21 minut, osiągając prędkość dwukrotnie większą od bariery dźwięku przy manewrach z kątem natarcia ponad 35 stopni. Owocem prób prototypu EAP było zdobycie szeregu doświadczeń w zastosowaniu nowych technologii i rozwiązań takich jak zaawansowane systemy kontroli lotu oraz materiałów kompozytowych. Dodatkowo uzyskano cenną wiedzę na temat obniżania odbicia promieniowania elektromagnetycznego, a co za tym idzie utrudnienia obserwacji samolotu przez systemy radarowe.

### Program F/EFA
Pod koniec 1983 roku już po zakończeniu nieudanego programu ECF i podczas trwania programu EPA, Wielka Brytania, Francja, Niemcy, Włochy i Hiszpania postanowiły kolejny raz rozpocząć wspólny program budowy nowoczesnego myśliwca. Pod koniec 1983 roku przedstawiono propozycję Europejskiego Myśliwca Przyszłości (F/EFA – Future European Fighter Aircraft) posiadającego zdolność krótkiego startu i lądowania (STOL). Podobnie jak przy wcześniejszych wspólnych projektach rozbieżne oczekiwania stron wobec nowej maszyny po raz kolejny doprowadziły do rozłamu. Francja po raz kolejny zażądała zaimplementowania możliwości operowania z pokładów lotniskowców, połowy udziałów w produkcji i kierowniczej roli w przedsięwzięciu. W konsekwencji działania te doprowadziły do zamknięcia programu i utworzenia w grudniu 1985 roku, już bez udziału Francji, kolejnego projektu Europejskiego Myśliwca (EFA – European Fighter Aircraft).

### Program EFA

Emblemat europejskiego konsorcjum Eurofighter składające się z flag jego członków: Wielkiej Brytanii, Hiszpanii, Włoch i Niemiec

Do prac nad programem EFA przystąpiły Wielka Brytania, Niemcy i Włochy, a wkrótce dołączyła do nich także Hiszpania. W czerwcu 1986 roku rozpoczęto projekt nazwany roboczo Eurofighter. Wkład pracy w budowę wspólnego samolotu został podzielony pomiędzy przedsiębiorstwa ze wszystkich czterech państw biorących udział w przedsięwzięciu w zależności od deklarowanego zapotrzebowania: BAE Systems – (Wielka Brytania) – 33%, MBB (później DASA, Niemcy) – 33%, Aeritalia (później Alenia, Włochy) – 21% i CASA (Hiszpania) – 13%; obecnie DASA i CASA wchodzą w skład korporacji producentów lotniczych EADS. Początkowo zakładane zapotrzebowanie Wielkiej Brytanii na myśliwiec wynosiło 250 egzemplarzy, Niemiec – również 250, Włoch – 165, a Hiszpanii – 100.
W 1986 roku założono w Monachium konsorcjum Eurofighter Jagdflugzeug GmbH, którego celem były prace rozwojowe nad samolotem, i EuroJet Turbo GmbH, w którego skład weszły wytwórnie Rolls-Royce, MTU Aero Engines i FiatAvio (obecnie Avio), pracującą nad jednostką napędową EuroJet EJ200. Oficjalna specyfikacja europejskiego myśliwca ujrzała światło dzienne we wrześniu 1987 roku, a produkcję planowano rozpocząć w roku 1992. Jak się później okazało, czas ten wydłużył się o prawie dekadę.
EFA miał być głównie myśliwcem przewagi powietrznej z dodatkową możliwością atakowania celów naziemnych. Do wykonywania tych zadań konieczna była duża zwrotność i wysokie osiągi. Wymagano również niskiego przekroju radarowego RCS i zdolności do operowania z krótkich pasów startowych.
Formalne podpisanie kontraktu na osiem prototypów przyznanego międzynarodowemu konsorcjum „EuroFighter” miało miejsce 23 listopada 1988 roku, a pierwszy lot myśliwca nazwanego już oficjalnie Eurofighter EF2000 odbył się 27 marca 1994 roku.
Lata 90. obfitowały w wiele sporów pomiędzy kooperantami dotyczących podziału prac i wymogów technicznych stawianych nowej maszynie, a także uczestnictwa poszczególnych państw w projekcie. Po złożeniu ostatecznych zamówień na samoloty w 1997 roku okazało się, że zapotrzebowanie znacznie odbiega od początkowych deklaracji i wynosi: 232 maszyny dla Wielkiej Brytanii, 180 dla Niemiec, 121 dla Włoch i 87 dla Hiszpanii. W związki z tym zmieniono udział w jego produkcji analogicznie do liczby zamówionych maszyn: 37,5% dla BAE Systems, 29% dla DASA, 19,5% dla Aeritalia i 14% dla CASA.
Ostateczna wersja samolotu miała szklany kokpit z wyświetlaczami LCD, szerokokątny HUD i system sterowania HOTAS oraz fotel wyrzucany klasy zero-zero typu Martin-Baker 16A. W wersjach dwumiejscowych wyposażenie obu kabin jest identyczne z wyjątkiem wyświetlacza HUD, którego w tylnej kabinie nie ma.
Jako uzbrojenie strzeleckie zamontowano po prawej stronie kadłuba działko Mauser BK-27 kalibru 27 mm z zapasem 150 sztuk amunicji. Pod kadłubem znajdują się cztery wnęki dla pocisków przeciwlotniczych i centralnie umieszczony węzeł podkadłubowy, ponadto po cztery węzły do mocowania uzbrojenia pod skrzydłami. Dwa z węzłów podskrzydłowych i jeden pod kadłubem są „mokre”, co oznacza, że umożliwiają podwieszenie dodatkowych zbiorników paliwa.
Nazwa projektu zmieniała się wielokrotnie od momentu jego rozpoczęcia, poczynając od EFA, poprzez Eurofighter i EF2000 (Eurofighter 2000), aż po ostateczne Eurofighter EF2000 Typhoon, która to nazwa została oficjalnie nadana we wrześniu 1998 roku na wniosek członków projektu, aby uniknąć określania go różnymi nazwami w poszczególnych państwach. Ze względu na opóźnienia z wejściem samolotu do produkcji przed rokiem 2000 zrezygnowano z członu EF2000, zostawiając ostatecznie nazwę Eurofighter Typhoon (czasem w pisowni EuroFighter). Określenie opracowanej wspólnie maszyny mianem Typhoon (pol. tajfun) wzbudziło sprzeciw strony niemieckiej, ponieważ nazwę tę nosiły myśliwsko-bombowe samoloty Hawker Typhoon wykorzystywane podczas II wojny światowej do bombardowania celów na terenie ówczesnej III Rzeszy.

## Testy

### Development Aircraft
Oficjalnie nie było maszyn prototypowych, a jedynie wersje rozwojowe nazwane DA (od Development Aircraft). Łącznie zbudowano 7 takich samolotów w kilku wersjach i z przeznaczeniem do różnych testów.
- DA1 (98+29) – do testów w locie i programu rozwojowego silników EJ200;
- DA2 (ZH588) – do testów właściwości lotnych i osiągów;
- DA3 (MMX602) – platforma testowa nowych silników EJ200, uchwytów uzbrojenia i testów uzbrojenia strzeleckiego;
- DA4 (ZH590) – dwumiejscowy do testów własności lotnych, systemów sterowania, radaru i awioniki;
- DA5 (98+30) – do testów awioniki i systemów uzbrojenia;
- DA6 (XCE.16-01) – dwumiejscowy do testów awioniki i systemów elektronicznych;
- DA7 (MMX603) – do badania osiągów i uzbrojenia;

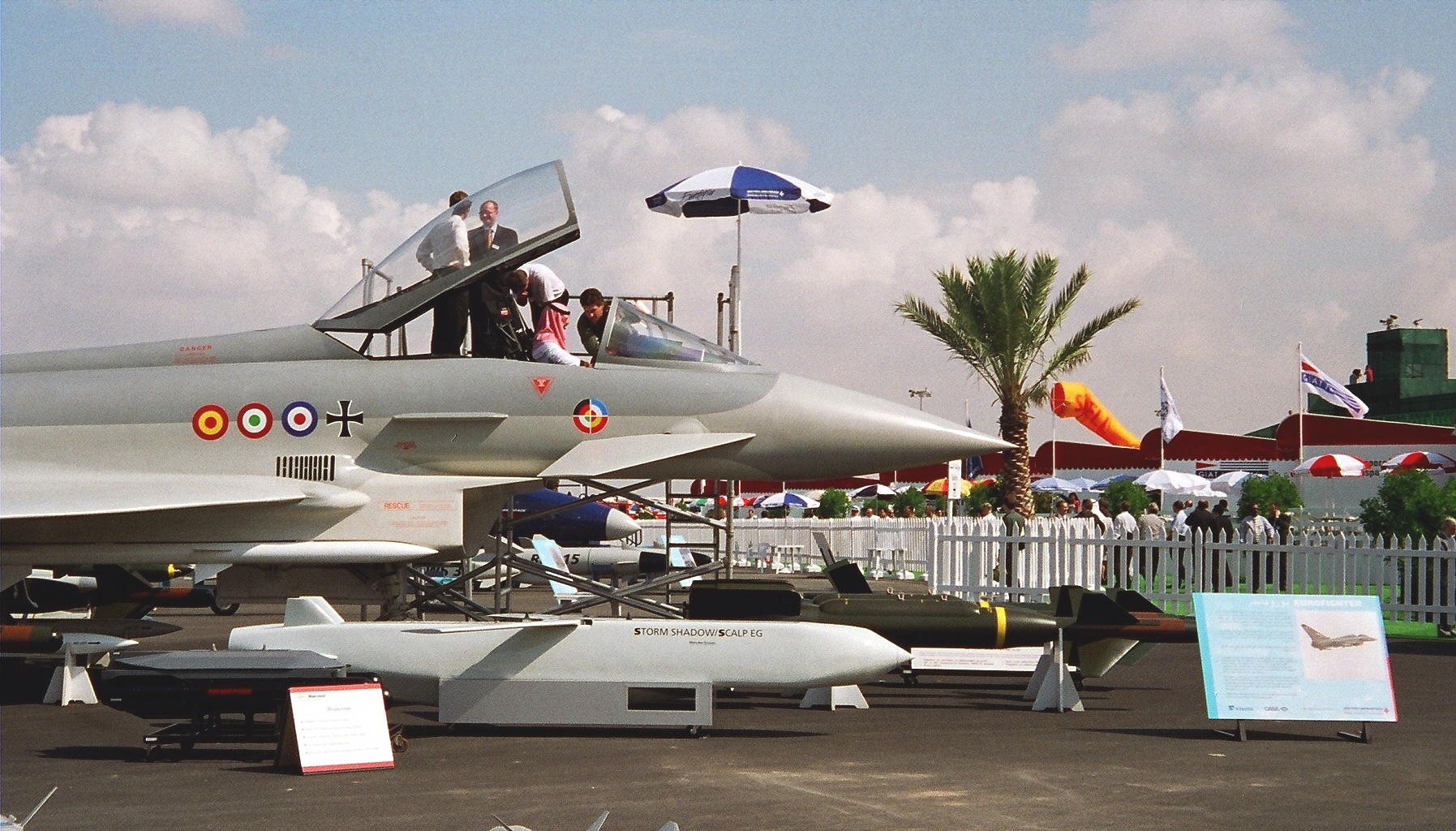
Eurofighter Typhoon serii DA na Dubai Airshow 1998

Pierwszy lot testowego Eurofightera odbył się 27 marca 1994 roku. Egzemplarz ten został zbudowany w Niemczech i nosił oznaczenie DA1 (Development Aircraft) oraz numer 98+29. 45-minutowy lot próbny rozpoczął się w Manchingu, a za sterami maszyny zasiadł główny pilot doświadczalny DASA Peter Weger. Ze względu na obawy dotyczące niezawodności oprogramowania komputera pokładowego wydłużono okres jego testowania. W ten sposób chciano uniknąć niebezpieczeństwa wypadku maszyny DA1, tak jak stało się w przypadku Gripena i YF-22, co mogłoby spowodować wycofanie się Niemców z projektu.
Druga maszyna DA2 o numerze ZH588 została wyprodukowana w Wielkiej Brytanii i oblatana 6 kwietnia 1994 roku przez Chrisa Yeo. Samolot ten był wyposażony w testowy system kontroli lotu FCS umożliwiający rozwinięcie prędkości maksymalnej 1050 km/h na pułapie praktycznym 10 900 metrów i 1,5 prędkości dźwięku na wysokości 9700 metrów. Maksymalne przeciążenie przy manewrach nie mogło przekroczyć 5,8 G, a kąty natarcia 20 stopni. W lipcu 1996 oprogramowanie systemu kontroli lotu zostało uaktualnione do wersji 2A umożliwiając maszynie przekroczenie prędkości Mach 2. Zarówno DA1, jak i DA2 były napędzane silnikami dwuprzepływowymi Turbo-Union RB199.
Trzecia, wyprodukowana we Włoszech maszyna DA3 oznaczona numerem MMX602 odbyła swój pierwszy lot 4 czerwca 1995 w miejscowości Caselle Torinese. Jej napęd stanowiły nowe silniki EJ200.
Kolejnym egzemplarzem testowym była dwumiejscowa maszyna hiszpańska DA6 oznaczona numerem XCE.16-01. Jej oblotu dokonał 31 sierpnia 1996 roku Alfonso de Miguel z CASA. Samolot ten był wyposażony w unowocześnione systemy awioniki i komputery pokładowe.
Drugim zbudowanym przez włoską wytwórnię Alenia Aeronautica Eurofighterem był DA7 o numerze MMX603, który oblatano 27 stycznia 1997.
Następny wyprodukowany w Niemczech samolot DA5 (numer 98+30) odbył swój pierwszy lot 24 lutego 1997 nad lotniskiem Manching. Był to pierwszy Eurofighter wyposażony w nową stację radiolokacyjną ECR-90.
Ostatnim egzemplarzem przedprodukcyjnej serii testowej był brytyjski dwumiejscowy Eurofighter DA4 (numer ZH590), który po raz pierwszy wzbił się w powietrze 14 marca 1997 roku z lotniska Warton. Był to pierwszy brytyjski dwumiejscowy samolot tego typu, jednocześnie pierwszy wyposażony w silniki EJ200.
W dniu 21 listopada 2002 hiszpański Eurofighter DA6 rozbił się niedaleko wioski Belvis de la Jara około 110 kilometrów na południowy zachód od Madrytu. Obaj piloci katapultowali się i przeżyli wypadek. Maszyna spadła na niezamieszkały teren.

### Instrumented Production Aircraft

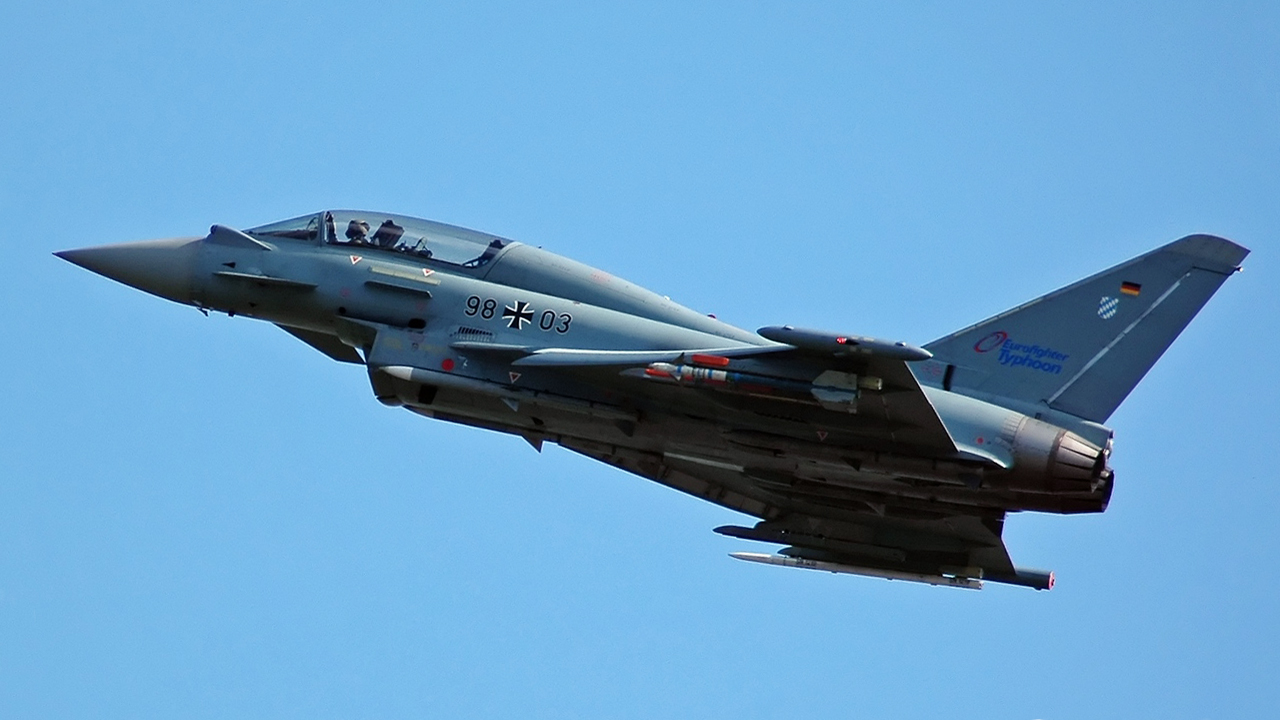
Eurofighter IPA3 niemieckiej Luftwaffe o numerze 98+03

Poza serią maszyn testowych DA zbudowano 7 dodatkowych samolotów seryjnych oznaczonych jako IPA (Instrumented Production Aircraft) przeznaczonych do dalszych badań rozwojowych wyposażenia elektronicznego i uzbrojenia.
- IPA1 (ZJ699) – do testów zintegrowanego podsystemu wykrywania i zakłócania emisji elektromagnetycznych DASS (Defensive Aids Sub System). Maszyna ta została oblatana 5 kwietnia 2002 roku. 4 grudnia 2012 po raz pierwszy odpalił pocisk dalekiego zasięgu MBDA Meteor[16].
- IPA2 – do integracji uzbrojenia do ataków na cele naziemne.
- IPA3 – do integracji uzbrojenia do ataków na cele powietrzne.
- IPA4 – do integracji uzbrojenia do ataków na cele naziemne i testów jego użycia w różnych warunkach środowiskowych.
- IPA5 – do testów własności lotnych podczas lotów na małej wysokości i przy prędkościach bliskich prędkości dźwięku. Później maszyna ta została wyposażona w skrzydła z wydłużoną aż do wlotów powietrza krawędzią natarcia w celu poprawienia charakterystyk lotnych przy dużych kątach natarcia. Także do testów uzbrojenia do ataków na cele naziemne i powietrzne.
- IPA6 – maszyna seryjna z pierwszej transzy przeznaczona do testów awioniki dla samolotów transzy drugiej. Rozpoczęła proces akceptacji i wprowadzenia do uzbrojenia maszyn seryjnych drugiej transzy przewidziany na kwiecień 2008[17].
- IPA7 – pierwszy Eurofighter drugiej transzy przeznaczony tak jak IPA6 do testów nowego komputera pokładowego umożliwiającego wykorzystanie nowoczesnego uzbrojenia typu Meteor, Storm Shadow i Taurus[17][18][19]. W połowie czerwca 2009 roku przeprowadzono na tej maszynie udane próby z nowoczesnymi bombami naprowadzanymi laserowo Paveway IV(inne języki)[20].

## Produkcja seryjna
Eurofighter Typhoon jest bardzo nowoczesnym samolotem, budowanym na czterech osobnych liniach montażowych w czterech różnych państwach. Każdy z uczestników projektu sam składa samoloty zamówione przez własny kraj, ale produkuje określone części dla wszystkich zamówionych maszyn. Poszczególne wytwórnie lotnicze odpowiadają za produkcję następujących elementów maszyny:
- Alenia Aeronautica (poprzednio Aeritalia)
  - Lewe skrzydło, klapolotki zewnętrzne, tylne sekcje kadłuba
- BAE Systems
  - Przednia część kadłuba włącznie z usterzeniem dziobowym, owiewka kabiny pilota, statecznik pionowy, klapolotki wewnętrzne, tylna sekcja kadłuba
- EADS Deutschland
  - Główna centralna część kadłuba
- EADS CASA
  - Prawe skrzydło, sloty

Produkcja została podzielona na trzy serie nazwane transzami, z których każda charakteryzuje się większą uniwersalnością i możliwościami bojowymi samolotów. Transze z kolei dzielą się na partie (batches) i bloki (blocks), np. przeznaczone dla RAF-u dwumiejscowe samoloty z pierwszej transzy i pierwszej partii są oznaczone jako T1, a z drugiej partii T1A.
Poza państwami uczestniczącymi w programie Eurofighter zamówienia na samolot złożyły również Austria, Arabia Saudyjska, Kuwejt i Oman.
Zamówienie dla Austrii składa się z dziewięciu nowych maszyn pierwszej transzy i sześciu używanych samolotów niemieckich. W zamian za przekazane Austrii maszyny Niemcy otrzymają taką samą liczbę samolotów z drugiej transzy. 72 samoloty dla Arabii Saudyjskiej pochodzą z brytyjskich zakładów BAE Systems w Warton i są przez Brytyjczyków wliczane do puli własnego zamówienia na 232 sztuki (zredukowanego do 160), aby uniknąć kar umownych. Samoloty dla Omanu pochodzą także z Warton, a dla Kuwejtu z zakładów Leonardo w Caselle. Wszystkie z krajów producentów zmniejszyły swoje zadeklarowanego w 1997 zamówienia (wtedy 620 sztuk, zredukowane do 472 sztuk).
W latach 2020–2024, Hiszpania, Niemcy i Włochy zamówiły kolejne sztuki, transzy 4.

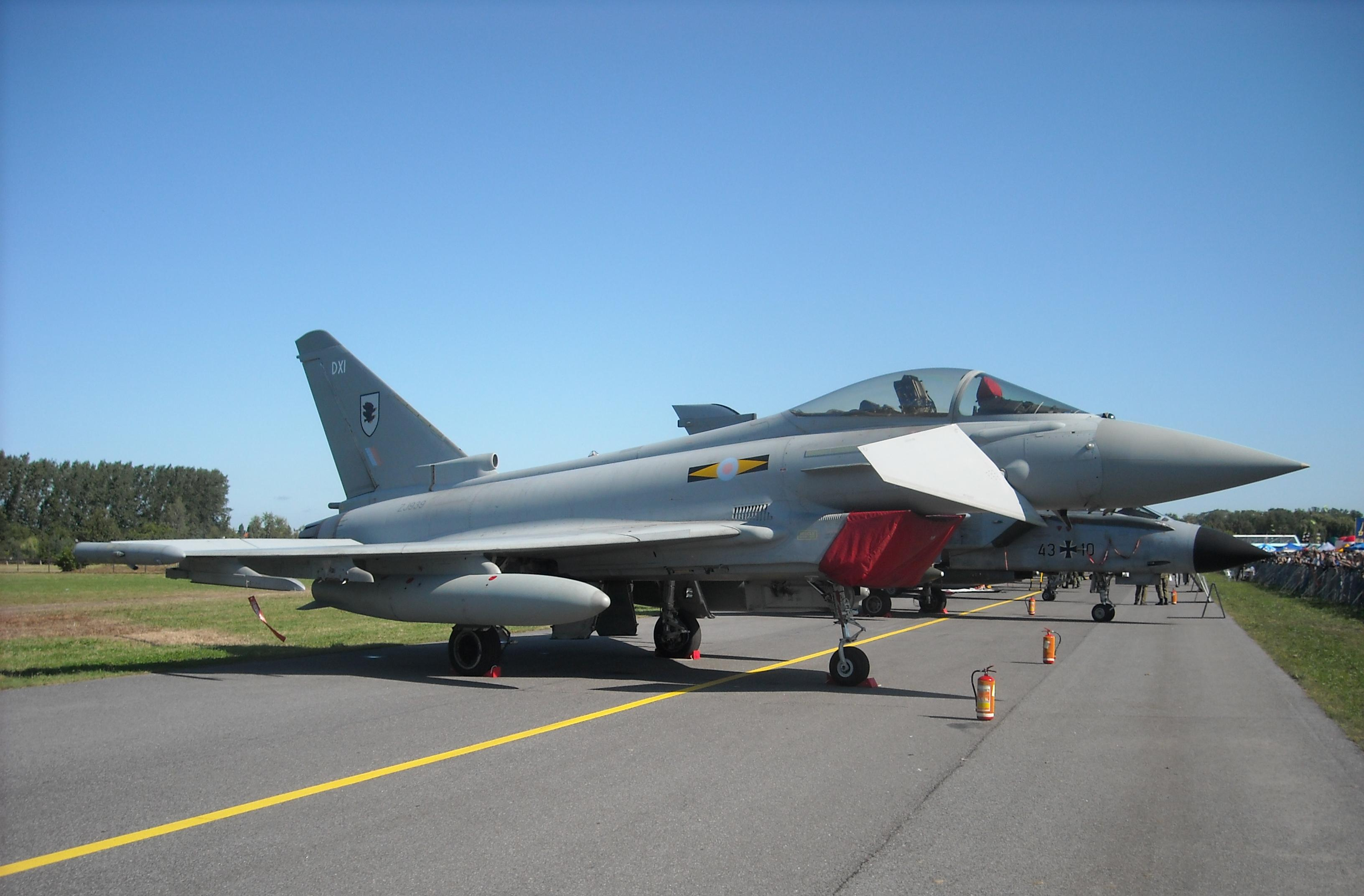
Typhoon z bazy RAF Coningsby na wystawie statycznej w Radomiu podczas Air Show 2009

| Państwo          | Transza 1 | Transza 2 | Transza 3A | Transza 4 | Razem |
| ---------------- | --------- | --------- | ---------- | --------- | ----- |
| Arabia Saudyjska | 0         | 24        | 48         | 0         | 72    |
| Austria          | 15        | 0         | 0          | 0         | 15    |
| Hiszpania        | 19        | 34        | 20         | 45        | 93    |
| Kuwejt           | 0         | 0         | 28         | 0         | 28    |
| Niemcy           | 33        | 79        | 31         | 58        | 181   |
| Oman             | 0         | 0         | 12         | 0         | 12    |
| Wielka Brytania  | 53        | 67        | 40         | 0         | 160   |
| Włochy           | 28        | 47        | 21         | 24        | 96    |
| RAZEM            | 148       | 251       | 200        | 103       | 657   |

### Kamienie milowe
- 1. Eurofighter – przyjęty do służby w Luftwaffe 4 sierpnia 2003
- 100. Eurofighter – 29 sierpnia 2006 (RAF, Wielka Brytania)
- 1. Eurofighter Block 8 (2. transzy) – kwiecień 2009 (Luftwaffe, Niemcy)
- 200. Eurofighter – 24 listopada 2009 (Luftwaffe, Niemcy)
- 250. Eurofighter – 21 grudnia 2010 (Aeronautica Militare Italiana, Włochy)
- 300. Eurofighter – 18 października 2011 (Ejército del Aire, Hiszpania)
- 400. Eurofighter – 4 grudnia 2013 (Luftwaffe, Niemcy)[25][26]
- 500. Eurofighter – 11 kwietnia 2017 (Aeronautica Militare, Włochy)[27]

W związku z brakiem zamówień eksportowych produkcja samolotów dla odbiorców w Europie ograniczono do 43 egzemplarzy w 2012 i 35 od 2013, aby utrzymać ich linie produkcyjną do 2017 roku. W 2012 i 2016 roku uzyskano zamówienia na 12 i 28 samolotów dla Omanu i Kuwejtu. Niemiecka i hiszpańska linia finalnego montażu powinny zostać zamknięte w 2018, brytyjska w 2019, a włoska w 2022 roku.

### Wersje
Samoloty wersji produkcyjnej są maszynami przeznaczonymi do pełnienia zadań bojowych i treningu pilotów. W Wielkiej Brytanii i krajach, które importują te maszyny, są określane oficjalnym mianem „Typhoon” natomiast w Niemczech, Włoszech i Hiszpanii noszą nazwę „EF-2000”, chociaż wszystkie włoskie i hiszpańskie samoloty posiadają na statecznikach pionowych logo „Typhoon”.

#### Transza 1
Samoloty pierwszej transzy były produkowane od 2003 roku i umożliwiały wykonywanie następujących zadań bojowych:
Block 1Podstawowe własności bojowe, ograniczone do myśliwca obrony powietrznej
Block 2Polepszone własności umożliwiające walkę powietrzną
Block 5Wersja o pełnych zdolnościach walki powietrze-powietrze i umożliwiające atakowanie celów naziemnych, określana jako Final Operational Capability (FOC). Samoloty różnią się zewnętrznie poprzez dodanie głowicy podczerwieni FLIR, mogą przenosić naprowadzone laserowo bomby Paveway II, posiadają system samoobrony DASS z automatyczną wyrzutnią flar i dipoli. W latach 2006–2012 115 samolotów Block 1,2 i 2B zostało zmodyfikowanych do standardu Block 5 w ramach programu modernizacji R2 (Retrofit 2).

#### Transza 2
Samoloty drugiej transzy to maszyny produkowane obecnie (2009).
Block 8Samoloty z nowym komputerem pokładowym. Pierwsze samoloty tej odmiany weszły na uzbrojenie niemieckiej eskadry Jagdgeschwader 73 w kwietniu 2009 roku
Block 10Samoloty o rozszerzonych własnościach bojowych określane jako standard EOC 1 (Enhanced Operational Capability), wyposażone w unowocześnione podsystemy DASS, IFF (identyfikator „Swój-obcy”)
Uzbrojenie przeciwlotnicze: AIM-120 AMRAAM wersji C-5, IRIS-T
Uzbrojenie do ataku na cele naziemne: bomby naprowadzane GBU-24 i Paveway III i IV, pociski ALARM, zasobniki Litening III
Block 15Samoloty standardu EOC 2, których budowa planowana jest na lata 2010–2011. Będą one mogły wykorzystywać dodatkowo następujące uzbrojenie:
Uzbrojenie przeciwlotnicze: MBDA Meteor,
Uzbrojenie do ataku na cele naziemne: MBDA Taurus, Storm Shadow i Brimstone

#### Transza 3
Pierwszego Typhoona 3. transzy dla RAF oblatano 3 grudnia 2013. Samoloty będą wyposażone w radiolokator AESA Captor-E o antenie z aktywnym skanowaniem fazowym, będą mogły przenosić na kadłubie konforemne zbiorniki paliwa. Radar zaprezentowano w lipcu 2014.
Block 20Samoloty standardu EOC 3

### Produkcja eksportowa

#### Austria
W dniu 2 lipca 2002 rząd austriacki ogłosił podjęcie decyzji o zakupie samolotów Eurofighter Typhoon. Transakcja na 18 maszyn oraz szkolenie załóg, obsługi naziemnej, a także symulatora została sfinalizowana 1 lipca 2003 roku. Kilka lat później decyzja ta została podważona przez nową ekipę rządzącą, a 26 czerwca 2007 minister obrony Austrii Norbert Darabos ogłosił redukcję zamówienia do 15 maszyn. Pierwszy z zamówionych Eurofighterów został dostarczony do Austrii i formalnie wprowadzony na uzbrojenie Österreichische Luftstreitkräfte 12 lipca 2007.
W listopadzie 2012 roku, prowadzący dochodzenie w sprawie podejrzeń o korupcję w EADS prokuratorzy niemieccy i austriaccy, poinformowali, że znalezione zostały dowody na nielegalne transfery z kont bankowych producenta samolotu – EADS, na kwotę 113,5 mln euro. Potwierdzenie kolejnych zarzutów o charakterze korupcyjnym, może doprowadzić do utraty przez producenta zamówień na samolot ze strony Austrii, i straty producenta szacowane na mld euro. Rząd Austrii zdecydował się wystąpić na drogę sądową przeciwko Airbusowi (dawny EADS) i konsorcjum Eurofighter w połowie lutego 2017 roku. W lipcu tego samego roku austriackie ministerstwo obrony zdecydowało, że rozpocznie wycofywanie Typhoonów ze służby w wojskach lotniczych w 2020 roku.

#### Arabia Saudyjska

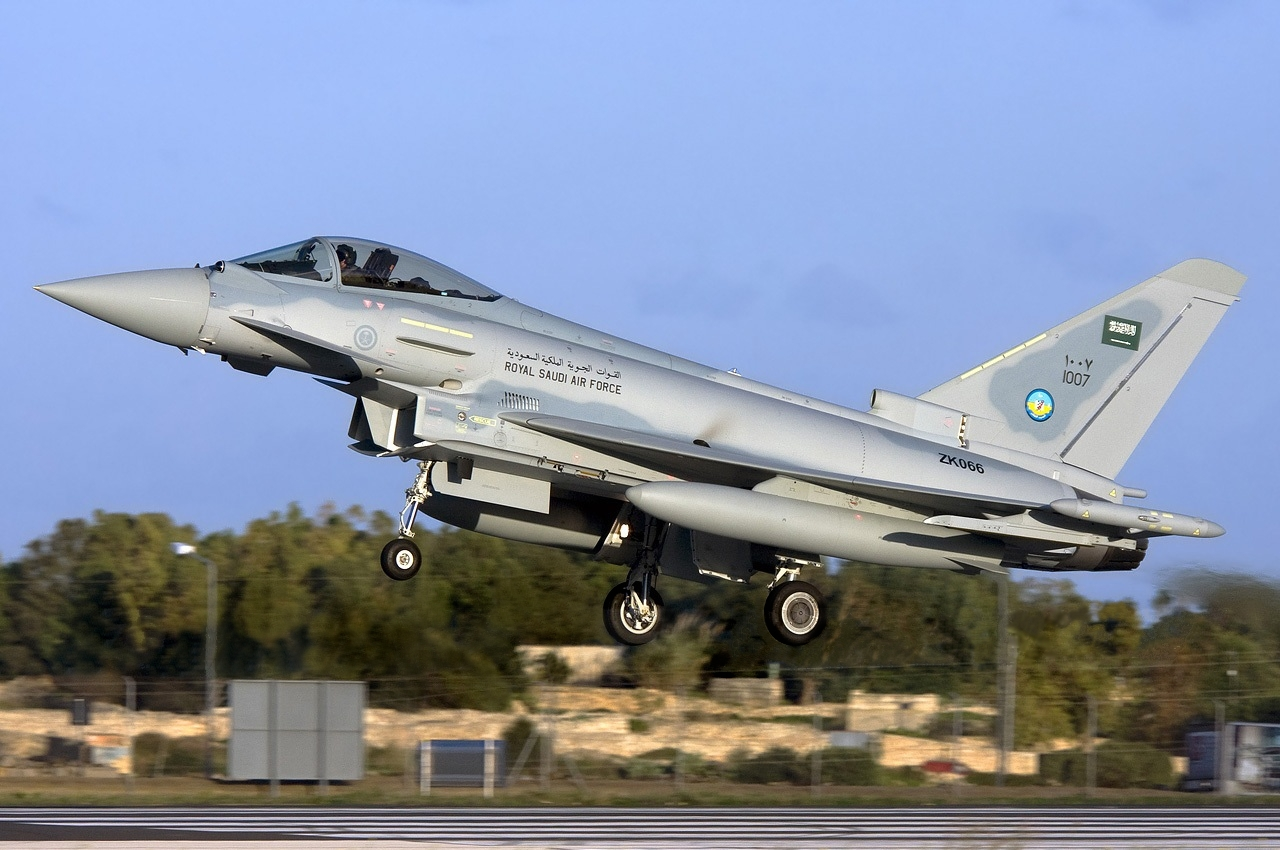
Saudyjski Typhoon

18 sierpnia 2006 Arabia Saudyjska zgłosiła chęć nabycia 72 Eurofighterów Typhoonów. W związku z prowadzonym przez brytyjski Urząd do Spraw Przestępstw Gospodarczych śledztwem dotyczącym przekupstwa podczas jednego z przetargów z lat 80. na samoloty Panavia Tornado w listopadzie i grudniu tego samego roku kraj ten zagroził, że kupi francuskie Rafale’e. Ostatecznie śledztwo umorzono i realizacja kontraktu pozostała niezagrożona. Prasa brytyjska spekulowała, że sprzedaż Eurofighterów do Arabii Saudyjskiej zakłóci dostawy tych maszyn dla RAF-u. Z drugiej strony przewidywano jednak, iż opóźnienie tych dostaw spowoduje, że na uzbrojenie Królewskich Sił Powietrznych trafią maszyny z najnowszej trzeciej transzy. 17 września 2007 Arabia Saudyjska potwierdziła podpisanie kontraktu o wartości 4,43 mld funtów na dostawę 72 samolotów. Pierwsze 24 to maszyny z 2 transzy pierwotnie przeznaczone dla RAF-u, których termin dostawy to 2008 rok. Pozostałe 48 samolotów miało być zmontowanych w Arabii Saudyjskiej od 2011, ale w 2013 umowę zmieniono na montaż wszystkich samolotów przez BAE. Dzięki temu zobowiązanie Wielkiej Brytanii ograniczono do 160 sztuk (eksploatowanych będzie tylko 123 szt.).
Pierwszy Eurofighter Typhoon w barwach Królewskich Saudyjskich Sił Powietrznych wzbił się w powietrze 22 października 2008 z lotniska Warton, rozpoczynając tym samym program dostaw tych maszyn dla Arabii Saudyjskiej. Pierwsze dwa Typhoony trafiły do odbiorcy pod koniec czerwca 2009.

#### Oman
Podczas pokazów lotniczych Farnborough Airshow 2008 ogłoszono, że Oman prowadzi „bardzo zaawansowane” rozmowy w kierunku zakupu samolotów Eurofighter Typhoon jako następcy wykorzystywanych obecnie SEPECAT Jaguar. Dyskutowano wtedy o 24 maszynach za 1,4 mld funtów. 21 grudnia 2012 brytyjski BAE Systems poinformowało o podpisaniu z Omanem kontraktu o wartości 2,5 mld GBP zawierającym 12 myśliwców Eurofighter Typhoon i 8 samolotów szkolnych BAE Hawk AJT. Pierwszego Typhoona dla Omanu zaprezentowano w maju 2017 roku. Pierwsze dwa szkolno-bojowe Eurofightery dostarczono 21 czerwca 2017.

#### Katar
17 września 2017 roku Katar podpisał z Wielką Brytanią wstępne porozumienie (sfinalizowane 10 grudnia tego samego roku) w sprawie kupna 24 Typhoonów, a także pocisków powietrze–powietrze Meteor i powietrze–ziemia Brimstone. Maszyny powstaną w zakładach BAE Systems. Kontrakt jest warty 6 mld funtów.

#### Kuwejt
We wrześniu 2015 Włochy i Kuwejt zawarły porozumienie o zakupie 28 Eurofighterów. Umowę podpisano 5 kwietnia 2016 roku. Leonardo S.p.A. dostarczy 22 jednomiejscowe i sześć dwumiejscowych samolotów, które najpierw uzupełnią, a docelowo zastąpią eksploatowane od 1991 samoloty McDonnell Douglas F/A-18 Hornet. Zamówienie z Kuwejtu podnosi oczekiwaną produkcję Eurofightera do 599 sztuk.

### Potencjalni nabywcy

#### Grecja
W 1999 grecki rząd zgodził się na zakup 60 samolotów Typhoon (z opcją na 30 dalszych) w celu zastąpienia nimi starszych maszyn drugiej generacji, a w kwietniu tego samego roku oficjalnie potwierdzono przystąpienie Grecji do programu Eurofighter. Początkowo decyzję o zakupie odłożono ze względów finansowych, ale w czerwcu 2006 rząd grecki przyznał budżet 22 mld euro na trwający 10 lat program zakupu tych maszyn. Zapaść greckich finansów publicznych sprawiła jednak, że do podpisania umowy nigdy nie doszło i nie ma planów pozyskania następców wycofanych A-7 Corsair II i F-4 Phantom II.

#### Japonia
W marcu 2007 Jane’s Information Group opublikowała informację, że Eurofighter Typhoon jest faworytem w konkursie na samolot myśliwski następnej generacji dla Japonii i wygrywa z konkurentami: F-15E Strike Eagle’em i F/A-18E/F Super Hornetem. Najbardziej pożądaną maszyną miał być jednak F-22 Raptor, ale w wywiadzie z 17 października 2007 japoński minister obrony Shigeru Ishiba nazwał go „wyjątkowym”, ale niekoniecznie „najbardziej potrzebnym Japonii” samolotem. Potwierdził jednocześnie chęć zakupu Typhoonów jako najlepszej alternatywy. Kongres USA zdecydował, że F-22 Raptor nie trafi do odbiorców zagranicznych ze względu na zastosowane w nim technologie, których eksportu zakazano. 19 grudnia 2011 roku Japonia poinformowała o wyborze F-35A Lightninga II z intencją zakupu 42 sztuk; samolot jest oferowany przez USA wszystkim sojusznikom, w grę wchodzi nawet montaż finalny w Japonii.

#### Pozostałe kraje
Partnerstwo w programie Eurofighter i zakup Typhoonów zamiast zamówionych już Lockheed F-35 Lightning II zaoferowano również Norwegii.
W dniu 1 października 2008 rząd Brazylii ogłosił, że Eurofighter Typhoon, tak jak F-16 Fighting Falcon i MiG-35 nie został wybrany do kolejnej fazy przetargu na wielozadaniowy myśliwiec, przegrywając rywalizację z samolotami Boeing F-18 E/F Super Hornet, Dassault Rafale i Saab Gripen.
W 2012 r. Indie ogłosiły Dassault Rafale zwycięzcą przetargu MMRCA na 126 samolotów, Eurofighter był jedyną konkurencyjną ofertą, która spełniła indyjskie wymagania i którą dopuszczono do złożenia finalnej oferty gospodarczej. 14 marca 2013 Eurofighter ogłosił przystąpienie do duńskiego przetargu na następcę F-16 (30 samolotów). Konsorcjum Eurofighter GmbH ubiega się również o zamówienie z wojsk lotniczych Indonezji.

## Konstrukcja

### Płatowieci wyposażenie awioniczne
Eurofighter Typhoon jest bardzo lekką konstrukcją zbudowaną głównie z materiałów kompozytowych. Stanowią one 82% masy maszyny z czego 70% to kompozyty z włókien węglowych, a 12% to tworzywa sztuczne wzmocnione włóknem szklanym. Ponadto w konstrukcji wykorzystano stopy lekkich metali i tytanu, które stanowią 15% masy samolotu. Pozostałe 3% to inne materiały. Samolot ma 13 węzłów uzbrojenia.
Samolot charakteryzuje się wysoką zwrotnością zarówno przy niskich, jak i naddźwiękowych prędkościach dzięki wysoce niestabilnej aerodynamicznie konstrukcji. Sterowanie maszyną zapewnia cyfrowy system fly-by-wire o czterech niezależnych (redundantnych) obwodach, który umożliwia automatyczną kompensację niestabilności, a także zapobiega przekroczeniu krytycznych parametrów lotu maszyny. Pilotowanie Typhoona bez pomocy tych komputerów byłoby całkowicie niemożliwe.

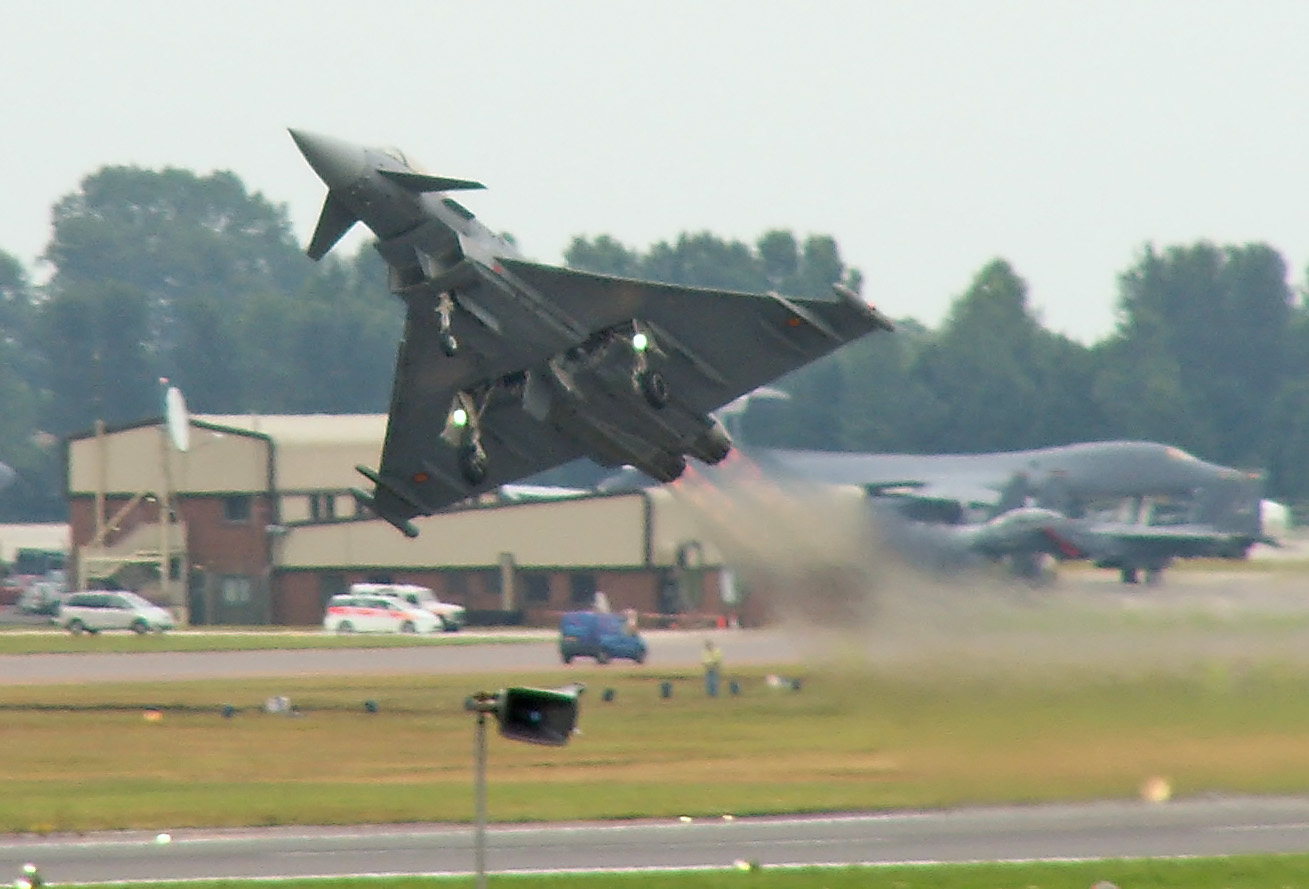
Startujący Eurofighter Typhoon

Sterowanie wzdłuż osi podłużnej zapewniają klapolotki, które w połączeniu ze zlokalizowanymi na dziobie maszyny skrzydełkami wyposażonymi w stery wysokości zapewniają także kontrolę wznoszenia. Powierzchnie sterowe są napędzane dwoma niezależnymi systemami hydraulicznymi, które zapewniają działanie także pozostałych urządzeń pokładowych takich jak hamulce, podwozie czy osłona kabiny. Każdy z systemów jest zasilany napędzaną przez silnik samolotu osobną pompą wytwarzającą ciśnienie 400 psi.
Eurofighter Typhoon został wyposażony zarówno w bezwładnościowy system nawigacyjny INS, jak i GPS. Ponadto, do lądowania w niekorzystnych warunkach atmosferycznych może wykorzystywać system ILS.
Wysoce zintegrowany podsystem obronny DASS (Defensive Aids Sub-System) o nazwie „Praetorian” zapewnia wykrycie niebezpieczeństw przy pomocy odbiornika RWR (Radar Warner Receiver) ostrzegającego o opromieniowaniu wiązką radarową, urządzenia MAW (Missile Approach Warner) ostrzegającego o zbliżaniu się pocisku rakietowego i odbiornika LWR (Laser Warning Receiver) informującego o opromieniowaniu wiązką lasera. W zależności od charakteru zagrożenia „Praetorian” automatycznie reaguje uruchomieniem odpowiednich środków obronnych takich jak dipole elektromagnetyczne i flary, środki przeciwdziałania radiolokacyjnego (ECM) oraz holowane symulatory celów radarowych TRD (Towed Radar Decoy). Podsystem jest w stanie rozpoznać i przeciwdziałać wielu zagrożeniom różnych rodzajów w tym samym czasie.
Dodatkowe wyposażenie maszyny stanowi zaawansowany system ostrzegający o bliskości ziemi GPWS (Ground Proximity Warning System) opracowany na podstawie wykorzystywanego przez samoloty Panavia Tornado systemu TERPROM (Terrain Profile Matching), ale znacznie unowocześniony i w pełni zintegrowany z systemami obrazowania i sterowania w kabinie pilota.

### Kokpit

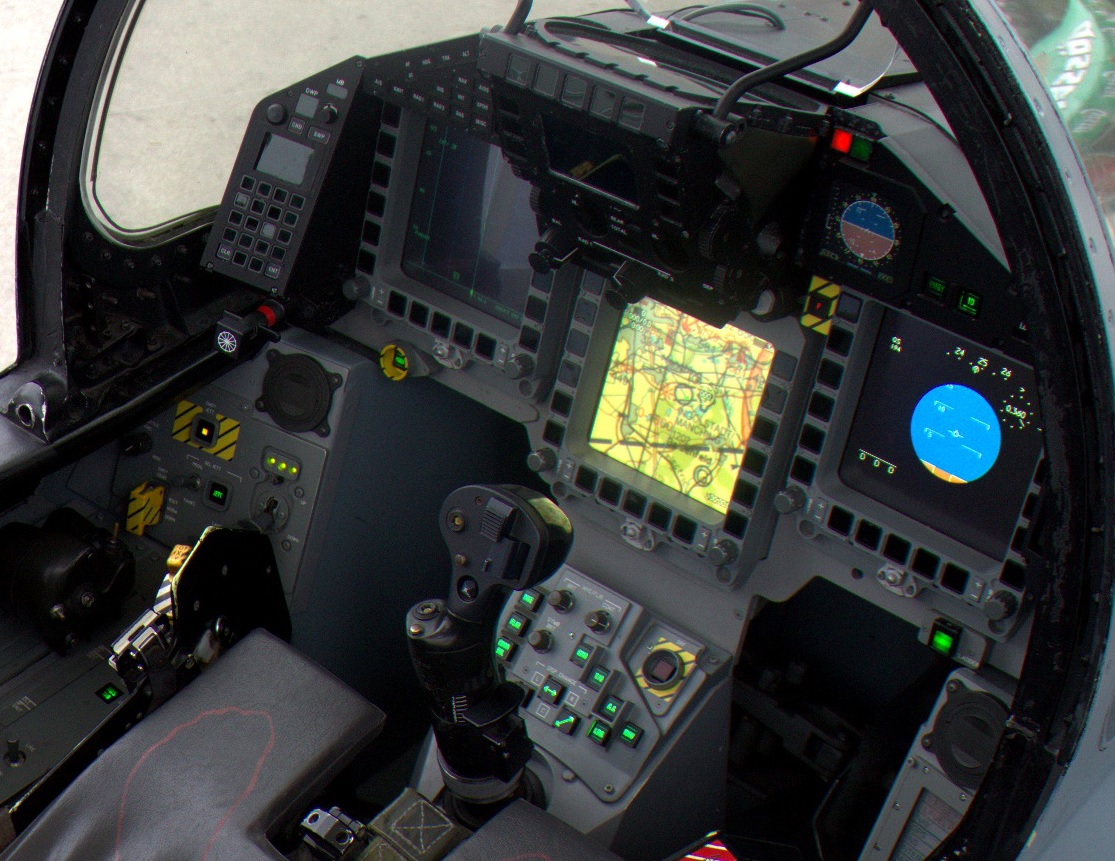
Wielofunkcyjne ekrany MHDD oraz drążek sterowy w kokpicie Typhoona

#### Cechy ogólne
Eurofighter Typhoon został wyposażony w szklany kokpit bez żadnych analogowych instrumentów pokładowych. Składa się on z trzech kolorowych wielofunkcyjnych ekranów (Multi-function Head Down Displays w skrócie MHDD) sterowanych za pomocą zlokalizowanych wokół nich programowanych przycisków, manipulatorów XY oraz komend głosowych (za pomocą interfejsu bezpośredniego wprowadzania komend głosowych Direct Voice Input – DVI). Ponadto zainstalowano szerokokątny (35° w poziomie i 25° w pionie) przezierny wyświetlacz (HUD) z systemem obserwacji przedniej półsfery w podczerwieni FLIR (Forward Looking Infra Red), oraz nowoczesne systemy Voice+HOTAS (Voice & Hands On Throttle And Stick), celownika nahełmowego HMSS (Helmet Mounted Symbology System) i wielofunkcyjny system wymiany danych taktycznych MIDS (Multifunction Information Distribution System). Po lewej stronie kokpitu zlokalizowano system do ręcznego wprowadzania danych MDEF (Manual Data Entry Facility) i w pełni zintegrowany dedykowany panel ostrzegania przed zagrożeniami DWP (Dedicated Warnings Panel).
Sterowanie samolotem zapewnia zlokalizowany centralnie drążek sterowy oraz zainstalowana po lewej stronie przepustnica. W razie konieczności awaryjnego opuszczenia maszyny pilot ma do dyspozycji fotel wyrzucany Martin-Baker Mk 16A.

#### Sterowanie głosem
Eurofighter Typhoon został wyposażony w system bezpośredniego sterowania komendami głosowymi Direct Voice Input wykorzystujący moduł rozpoznawania głosu SRM (Speech Recognition Module) opracowany przez Smiths Aerospace (obecnie GE Aviation Systems) i Computing Devices (obecnie General Dynamics UK). System DVI jest pierwszym mechanizmem tego typu wykorzystanym w kokpicie samolotu wojskowego. Umożliwia on obsługę głosową około 26 mniej ważnych funkcji pozwalając na zmniejszenie obciążenia pilota pracą i poprawiając bezpieczeństwo lotu. Znaczącym przełomem technologicznym w procesie rozwojowym systemów sterowania głosowego było opracowanie w 1997 przez Texas Instruments cyfrowego procesora sygnałowego TMS-320-C30, który umożliwił zmniejszenie rozmiarów całego urządzenia oraz zwiększenie jego wydajności. W lipcu 1997 rozpoczęto testy tego systemu w Eurofighter Active Cockpit Simulator zbudowanym w BAE Systems Warton.
Do poprawnego działania systemu DVI konieczne jest zapisanie wzorca głosowego obsługującego go pilota. Z jego pomocą nie są obsługiwane żadne ważne funkcje powiązane z bezpieczeństwem lotu lub obsługą uzbrojenia, takie jak opuszczanie podwozia, czy odpalanie pocisków, ale znajduje on szerokie zastosowanie do obsługi wielu innych funkcji kokpitu. Komendy głosowe po ich wprowadzeniu są potwierdzane wskaźnikiem wizualnym lub sygnałem dźwiękowym. DVI jest postrzegany jako główny system zmniejszający obciążenie pilota pracą pozwalając mu na wybranie celów do ataku przy pomocy jedynie dwóch komend, a celów dla któregokolwiek z samolotów z grupy za pomocą tylko pięciu komend.

#### Ochrona przed przeciążeniem
W samolotach Typhoon do ochrony przed przeciążeniami stosuje się kombinezony typu FCAGT Full Cover Anti-g Trousers. Ten specjalnie zaprojektowany kombinezon zapewnia ciągłą ochronę przed przeciążeniami do 9g. Piloci sił powietrznych Niemiec i Austrii wykorzystują unowocześnione kombinezony typu „Libelle” G-Multiplus (od niem. ważka), które zapewniają ochronę również rąk redukując ból podczas przeciążenia i teoretycznie zwiększając wytrzymałość pilota.

### System PIRATE

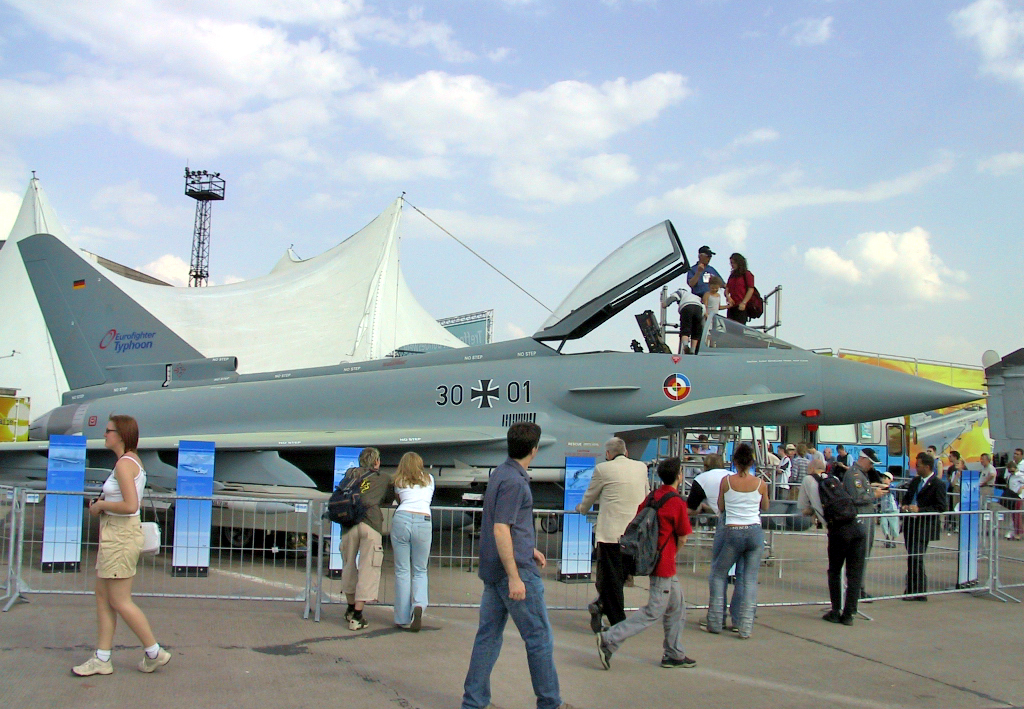
Eurofighter Typhoon na targach ILA 2002

Od piątej partii z pierwszej transzy Eurofightery zostały wyposażone w urządzenie do pasywnego śledzenia statków powietrznych w podczerwieni PIRATE (Passive Infra-Red Airborne Track Equipment) z systemem śledzenia i naprowadzania w podczerwieni IRST (Infrared Search and Track System). Zainstalowano go po lewej stronie kadłuba tuż przed kabiną pilota. PIRATE został opracowany przez europejskie konsorcjum EUROFIRST w którego skład weszły: jako firma wiodąca Galileo Avionica z Włoch, oraz firmy współpracujące Thales Optronics z Wielkiej Brytanii i Tecnobit z Hiszpanii.
PIRATE działa w dwóch pasmach podczerwieni: 3–5 μm i 8–11 μm pełniąc rolę podobną do radaru z tym, że jako system pasywny nie emituje żadnego promieniowania wykrywając cele emitujące ciepło. Gdy używany jest do walki przeciw celom powietrznym pozwala na pasywne śledzenie i naprowadzanie, możliwe jest również wykorzystanie go w połączeniu z radarem pokładowym.
Podczas wykonywania zadań przeciwko celom powierzchniowym (naziemnym lub nawodnym) PIRATE umożliwia identyfikację i naprowadzenie. System jest podłączony do wyświetlacza nahełmowego pilota, stanowiąc wsparcie do nawigacji i lądowania.
Pierwszy Eurofighter Typhoon z systemem PIRATE-IRST trafił do sił powietrznych Włoch w sierpniu 2007.

### Osiągi
Cechy samolotu Eurofighter Typhoon są kombinacją bardzo dużej zwrotności i zaawansowanych systemów awionicznych, czyniąc go jedną z najnowocześniejszych i najsprawniejszych maszyn na świecie. W porównaniu do innych samolotów czwartej generacji, kokpit Typhoona, a zwłaszcza możliwość komunikacji głosowej z systemami pokładowymi, postrzegane są jako bardzo zaawansowane i oferujące bardzo wysoki komfort pracy pilota.
Porównanie do nowych amerykańskich samolotów Lockheed F-22 Raptor i będącego jeszcze w fazie projektów Lockheed F-35 Lightning II, oraz francuskiego Dassault Rafale jest w tej chwili spekulacją. W marcu 2005 Szef Sztabu Sił Powietrznych Stanów Zjednoczonych generał John P. Jumper, jedyny pilot który miał okazję zasiąść za sterami zarówno Typhoona, jak i Raptora, wypowiedział się na łamach „Air Force Print News”:

Eurofighter jest zarówno wyrafinowany, jak i bardzo zwrotny, ale wciąż zbyt różny, aby można go było porównać z F/A-22 Raptor. To całkiem inne rodzaje samolotów; to jak porównanie samochodów startujących w NASCAR z tymi używanymi w Formule 1. Oba są ekscytujące, ale na różne sposoby i zostały zaprojektowane do spełnienia innych wymagań.

Eurofighter Typhoon posiada zdolność do lotów naddźwiękowych bez użycia dopalacza, określaną jako supercruise. Prędkość ta wynosi prawdopodobnie pomiędzy 1,2 a 1,5 Ma, chociaż inne źródła podają wartość jedynie 1,1 Ma dla brytyjskiej wielozadaniowej wersji Typhoon FGR4.
Zgodnie z informacjami podanymi przez producentów samolotu, Eurofighter jest zdolny do dłuższego lotu z prędkościami poddźwiękowymi i naddźwiękowymi, a także charakteryzuje się większym przyspieszeniem niż podobne konstrukcje zachodnie i rosyjskie F-15, F-16, F/A-18, Mirage 2000, Rafale, Su-27 i MiG-29.
Podczas przeprowadzonych w czerwcu 2005 roku testów sprawności bojowej, polegających na pozorowanej walce pomiędzy dwoma amerykańskimi samolotami myśliwsko-bombowymi F-15E i należącym do RAF-u Eurofighterem dowiodły, że jest on w stanie je wymanewrować i przyjąć pozycję dogodną do zestrzelenia obu maszyn. Sukces tej próby okazał się dużym zaskoczeniem zarówno dla strony amerykańskiej, jak i brytyjskiej.
Podczas manewrów „Typhoon Meet” w 2008, Eurofightery prowadziły symulowane walki z maszynami typu F-18 Hornet, Mirage F1, Harrier i F-16. Po zakończeniu ćwiczeń twierdzono, że Eurofightery zwyciężyły we wszystkich starciach (nawet gdy przewaga sił wynosiła 8 do 27) bez strat własnych.

### Zdolność do atakowania celów powietrznych i lądowych
Eurofighter Typhoon od początku był projektowany jako wielozadaniowy myśliwiec z możliwością atakowania celów powierzchniowych. Wcześniej niż wynikało to z harmonogramu prac rozwojowych w ramach programu „Austere” dodano własności umożliwiające atak na cele powierzchniowe w samolotach RAF-u. Rozwiązanie to opierało się na opracowanym przez wytwórnie Rafael i Ultra Electronics systemie celowniczym Litening III i naprowadzanych laserem bombach Enhanced Paveway II/III.
W 2002 jako uzbrojenie przeciwlotnicze dalekiego zasięgu dla Typhoona wybrano nowy, opracowany przez europejski koncern zbrojeniowy MBDA pocisk rakietowy Meteor.

### Techniki redukcji echa radarowego
Chociaż Eurofighter nie był budowany z naciskiem na technologię niewykrywalności przez radary tak jak F-22, to jednak i przy jego konstrukcji zastosowano zabiegi zmniejszające echo radarowe, głównie przez redukcję przekroju radarowego (RCS). Główny nacisk położono na zredukowanie profilu czołowego maszyny, czego przykładem są wloty powietrza poprowadzone w taki sposób, aby zasłonić sprężarkę stanowiącą potencjalnie największe źródło odbić promieniowania elektromagnetycznego. Wiele innych potencjalnych źródeł odbicia promieni, takich jak skrzydła czy stateczniki poziome na dziobie maszyny, posiada silny skos odbijając fale w innych kierunkach, a nie do przodu. Część uzbrojenia podwieszanego jest umocowana w taki sposób, aby częściowo skryć się w kadłubie, tym samym ograniczając odbijanie się od nich fal radarowych. Dodatkowo wiele innych znaczących elementów pokryto opracowanym przez EADS/DASA materiałem pochłaniającym promieniowanie radarowe RAM (Radar Absorbent Material). Są to głównie krawędzie natarcia skrzydeł, wnętrza wlotów powietrza do silników, usterzenie itd. Ze względu na niekorzystne charakterystyki usterzenia dziobowego (canard) zoptymalizowano je wykorzystując komputer pokładowy (FCS), który steruje nimi w taki sposób, aby zminimalizować niekorzystne odbicia. Eurofighter nie posiada wewnętrznej komory uzbrojenia. Całe uzbrojenie maszyny jest podwieszone pod kadłubem i skrzydłami, co znacząco zwiększa odbicie radarowe, ale umożliwia zabranie większej masy broni. W dziobie Typhoona zainstalowano nowoczesną stację radiolokacyjną ECR-90 Euroradar CAPTOR. Emitowane przez nią promieniowanie jest dość łatwo wykrywalne zwłaszcza przez zaawansowane systemy radarowe, dlatego zastosowano system automatycznej regulacji mocy emitowanej wiązki EMCON (Emission Controls).
Stopień wykrywalności maszyny jest objęty tajemnicą, ale zgodnie z informacjami producenta echo radarowe Typhoona jest 4 razy mniejsze niż samolotu Panavia Tornado, czyli RCS wynosi poniżej jednego metra kwadratowego. Dla porównania francuski Rafale charakteryzuje się RCA o powierzchni 2 m², a amerykański F-117 0,025 m².

## Służba
Pierwsze zestrzelenie przez brytyjski samolot Typhoon miało miejsce 14 grudnia 2021, kiedy podczas operacji Shader zestrzelono nad Syrią niezidentyfikowany bezzałogowy aparat latający z użyciem pocisku ASRAAM.

## Użytkownicy

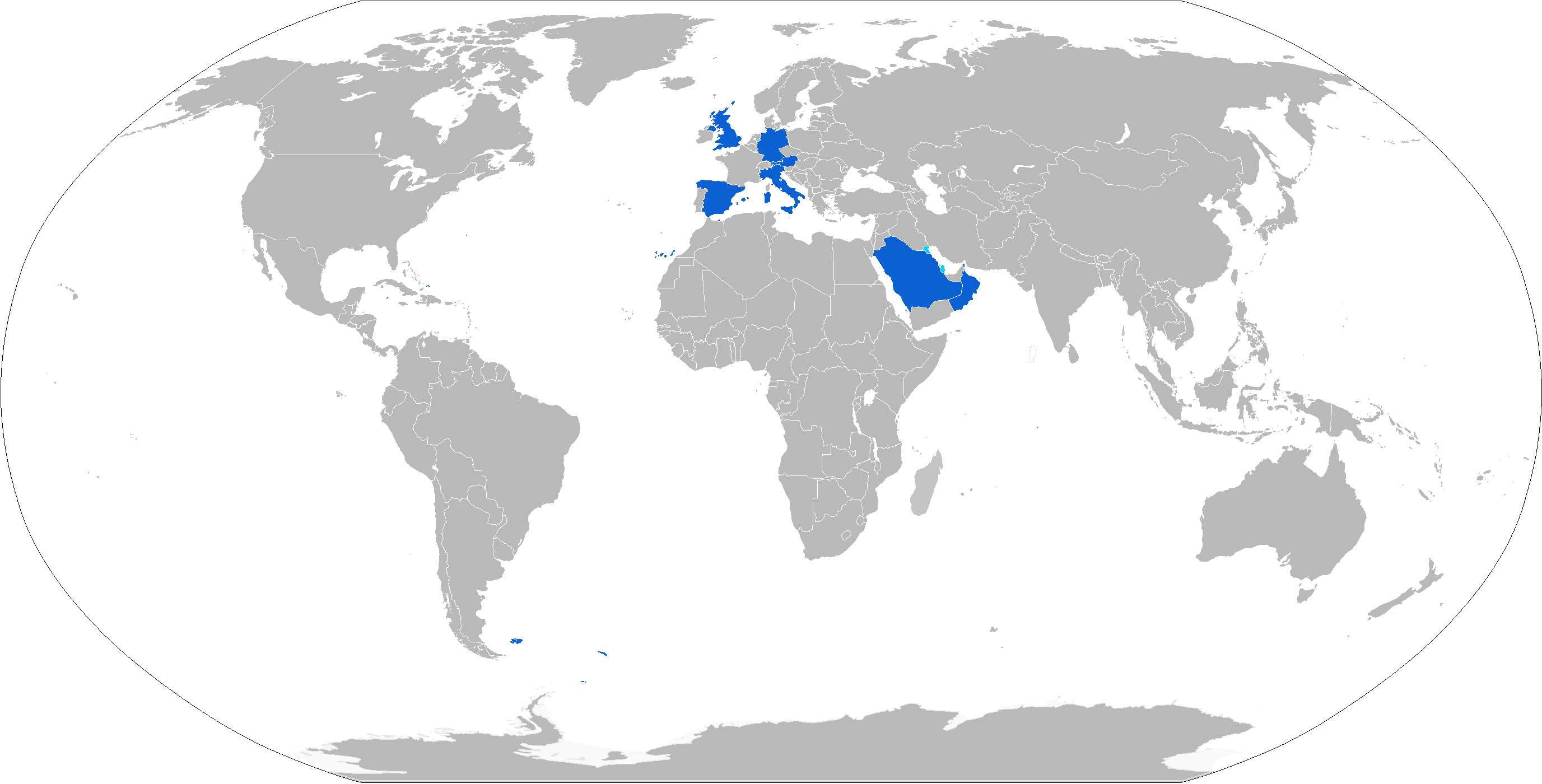
Mapa aktualnych posiadaczy samolotów Eurofighter Typhoon

Arabia SaudyjskaKrólewskie Saudyjskie Siły Powietrzne – dostarczono 72 sztuki (1 utracono).
- 3, 10, 80 Squadron King Fahd Air Base (Taif)

 AustriaÖsterreichische Luftstreitkräfte – dostarczono wszystkie 15 sztuk.
- Überwachungsgeschwader – Zeltweg

 HiszpaniaEjército del Aire – zamówiono 93, dostarczono 73 (3 utracono).
W służbie hiszpańskiej EF-2000 noszą oznaczenie C.16 (jednomiejscowe) i CE.16 (dwumiejscowe).
- Escuadrón 111 – Ala 11 – Base Aérea de Morón (Sewilla (prowincja))
- Escuadrón 112 – Ala 11 – Base Aérea de Morón
- Escuadrón 113 – Ala 11 – Base Aérea de Morón (szkolenie)
- Escuadrón 142 – Ala 14 – Base Aérea de Los Llanos (Albacete (prowincja))

(Escuadrón – eskadra, Ala – skrzydło, Base – baza)
 NiemcyLuftwaffe – dostarczono 143 (2 utracono).
W służbie niemieckiej samoloty są znane jako Eurofighter lub EF-2000.
- Jagdgeschwader 73 – Laage (szkolenie, 2004-)
- Jagdgeschwader 74 – Neuburg an der Donau (2006–)
- Jagdbombergeschwader 31 – Nörvenich (2009–)
- Jagdgeschwader 71 – Wittmund (2010–)
- Holloman Air Force Base (plan)

 OmanKrólewskie Siły Powietrzne Omanu – zamówiono 12, odebrano 9.
- Baza Adam (2017-)

 Wielka BrytaniaRoyal Air Force – zamówiono 160 (planowano 232), odebrano 148 (1 utracono).
W służbie RAF samoloty noszą oznaczenie, jednomiejscowe: Typhoon F2 (myśliwce w wersji Block 1 i 2) i Typhoon FGR4 (samoloty wielozadaniowe od Block 5) oraz dwumiejscowe: Typhoon T1 i T1A (pierwsze serie Transzy I), Typhoon T3 (od Block 5). Samoloty zmieniają oznaczenie po modernizacji.
- RAF Coningsby, Lincolnshire, Anglia

- 3 Squadron – (2006-)
- 11 Squadron – RAF Coningsby (2007-)
- 17 Squadron – RAF Coningsby (testowy; 2005-)
- 29 Squadron – RAF Coningsby (szkolny; 2003-)

- RAF Leuchars, Fife, Szkocja

- 1 Squadron (2012-)
- 6 Squadron – RAF Leuchars (2010-2013)

- RAF Lossiemouth, Moray, Szkocja

- (plan 2013–)

- RAF Mount Pleasant

- Falkland Islands No. 1435 Flight (2009-)

(Squadron – eskadra, Flight – klucz)
 WłochyAeronautica Militare – zamówiono 96 (planowano 121), odebrano 96 (1 utracono).
W służbie włoskiej samoloty noszą oznaczenie F-2000A (jednomiejscowe) i TF-2000A (dwumiejscowe).
- 9º Gruppo – 4º Stormo w Grosseto
- 20º Gruppo – 4º Stormo (szkolenie)
- 10º Gruppo – 36º Stormo w Gioia del Colle
- 12º Gruppo – 36º Stormo
- 18º Gruppo – 37º Stormo w Trapani
- 132° Gruppo 51° Stormo w Istranie

(Gruppo – eskadra, Stormo – skrzydło)

## Straty
- 23 kwietnia 2008: Typhoon FGR.4 RAF numer boczny ZJ943 wylądował bez wysuniętego podwozia w China Lake, USA. Z powodu uszkodzeń samolot skreślono ze stanu i rozebrano na części[105].
- 24 sierpnia 2010: dwumiejscowy Typhoon wojsk lotniczych Hiszpanii numer boczny CE.16-08 rozbił się tuż po starcie z bazy lotniczej Morón de la Frontera. Spośród dwóch członków załogi jeden – saudyjski podpułkownik – poniósł śmierć, a drugi – oficer hiszpański – zdołał się katapultować i przeżył[106][107].
- 9 czerwca 2014: hiszpański Typhoon numer boczny C.16-34 rozbił się w bazie Morón de la Frontera podczas podejścia do lądowania w bazie Morón po rutynowym locie szkolnym. Zginął pilot, kapitan Fernando Lluna Carrascosa[108][109].
- 13 września 2017: Typhoon F2 wojsk lotniczych Arabii Saudyjskiej rozbił się podczas lotu bojowego nad Jemenem. Pilot zginął[110].
- 24 września 2017: maszyna należąca do włoskich sił powietrznych rozbiła się o wodę podczas pokazów lotniczych w mieście Terracina. Pilot, kapitan Gabriele Orlandi, nie katapultował się i zginął[111].
- 12 października 2017 hiszpański Typhoon numer boczny C.16-69 rozbił się, podchodząc do lądowania w bazie Los Llanos po defiladzie w dniu Fiesta Nacional de España. Pilot zginął[112][113].
- 24 czerwca 2019 zderzyły się dwa niemieckie EF-2000 koło jeziora Fleesensee w Meklemburgii. Obaj piloci katapultowali się, jeden zginął[114].